# COQ7
A 5-desmetoxibiquinona hidroxilase mitocondrial (DMQ hidroxilase), também conhecida como coenzima Q7, hidroxilase, é uma enzima que em humanos é codificada pelo gene COQ7. O gene clk-1 (clock-1) codifica essa proteína necessária para a biossíntese de ubiquinona no verme Caenorhabditis elegans e outros eucariotos. A versão em camundongo do gene é chamada mclk-1 e o homólogo humano, mosca da fruta e levedura COQ7 (proteína de biossíntese da coenzima Q 7).